# Lennart Halldorf
Lennart Harry Vilhelm Halldorf, ursprungligen Roxström, född 21 november 1923 i Mönsterås församling, Kalmar län, död 7 augusti 1991 i Huskvarna, var en svensk journalist och revymakare i Jönköping.

## Biografi
Lennart Halldorf skrev och producerade Wätterrevyerna i Jönköping under många år från 1973. Han skrev visan "Trollsländans avsked" som använts som miljövisa i olika sammanhang. Trollsländans avsked utsågs till landets bästa lokalrevynummer 1987.
Till yrket var Lennart Halldorf journalist och han var ansvarig utgivare för Smålands Allehanda 1968–1973.
Halldorf var son till predikanten Harry Roxström och hans första hustru Dagmar Helena Halldorf samt kusin till predikanten Samuel Halldorf. Från 1948 till sin död var han gift med ElsBrith Halldorf (född 1928).